# Lycaenopsis sohmai
Lycaenopsis sohmai är en fjärilsart som beskrevs av John Nevill Eliot och Kawazoé 1983. Lycaenopsis sohmai ingår i släktet Lycaenopsis och familjen juvelvingar. Inga underarter finns listade i Catalogue of Life.